# Orienté connexion
 (juin 2020).
Si vous disposez d'ouvrages ou d'articles de référence ou si vous connaissez des sites web de qualité traitant du thème abordé ici, merci de compléter l'article en donnant les références utiles à sa vérifiabilité et en les liant à la section « Notes et références ».
Dans les télécommunications, l'orienté connexion décrit un moyen de transmettre des données dans lequel :
- les appareils à chaque extrémité, utilisent un protocole préliminaire pour établir une connexion de bout en bout avant que les données soient envoyées ;
- les données sont envoyées le long d'un même chemin pendant la communication.

Le service offert par un protocole orienté connexion est souvent, mais pas toujours, un service réseau « fiable », qui fournit la garantie que les données arriveront dans le bon ordre.
Concernant les communications en mode circuit, le réseau de téléphone public, RNIS, SDH/SONET et DWDM sont des exemples de communications orientées connexion.
Les communications en mode paquet peuvent aussi être orientées connexion, et sont appelées des communications en mode circuit virtuel. Un protocole de commutation de paquets orienté connexion n'a pas à associer d'informations de routage (les adresses complètes de source et de destination), mais seulement le numéro de canal/flux de données, souvent appelé l'identifiant de circuit virtuel (Virtual Circuit Identifier - VCI). L'information de routage peut être fournie aux nœuds réseau pendant la phase d'établissement de la connexion, où le VCI est alors défini dans les tables de routage de chaque nœud.
L'alternative à la transmission orienté connexion est la communication sans connexion en mode paquet, aussi connu sous le nom de communication datagramme, dans laquelle les données sont envoyées d'un point à un autre sans arrangement à l'avance, et aucune garantie n'est fournie. Dans la commutation de datagrammes, chaque paquet de données doit contenir des informations complètes d'adresse, du fait que les paquets sont routés individuellement. Les paquets peuvent être délivrés par différents chemins et sans aucune garantie, suivant une politique « au mieux » (best-effort).
Les protocoles sans connexion sont généralement décrits comme étant sans état (stateless) car les points de terminaison n'ont pas de façon, définies par protocole, de se souvenir où ils en sont dans leur « conversation » par échange de messages. Grâce à leur capacité à suivre une conversation, les protocoles orientés connexion sont parfois qualifiés de « protocoles à état » (stateful).

## Exemples
Exemples de protocoles de communication orientés connexion en mode paquet, c'est-à-dire, de communication en mode circuit virtuel :
- Le Transmission Control Protocol (TCP) est un protocole fiable orienté connexion basé sur un protocole de datagramme (le protocole IP).
- X.25 était un protocole réseau fiable orienté connexion.
- Frame relay est un protocole de la couche de liaison de données non fiable et orienté connexion.
- GPRS
- Asynchronous Transfer Mode
- Multiprotocol Label Switching